# Walter Porter
Walter Porter (Londres, vers el 1595 - 1659) fou un compositor anglès.
Va poder estudiar amb Monteverdi pels anys 1613/16. Tingué gran influència en la seva època i fou individu de la Capella Reial i després mestre de capella de l'Abadia de Westminster de 1639 a 1644.
Les tendències italianes de Porter són evidents en els seus madrigals i Ayres (1632) i els motets de duet de 1657. Introduir el baix continu (encara que això no va tenir èxit en la música l'església Anglès). En algunes de les seves composicions instrumentals s'hi nota la influència de la música profana espanyola.
Publicà dues col·leccions titulades: Madrigales of Ayres...with Toccates, Sinfonies and Ritornellos...after the manner of Consort Musique, aquestes últimes per a llaüt, tiorba i viola (1632), i Motets of 2 voyces (1657).